# Elatostema ichangense
Elatostema ichangense es una especie de planta del género Elatostema, perteneciente a la familia Urticaceae.

## Taxonomía
Elatostema ichangense fue descrita por H. Schroet. en 1939.

## Distribución
Se encuentra en el territorio centro-sur y sudeste de China.